# Dominic Smith
Dominic David Rene Smith (Los Angeles, 15 giugno 1995) è un giocatore di baseball statunitense, prima base nei New York Mets della Major League Baseball.

## Esordi
Cresciuto in una famiglia povera, in un quartiere problematico di Los Angeles, sin da bambino Dominic Smith prende parte alle accademie giovanili della Major League, frequentando in particolare la Urban Youth Academy e il programma Reviving Baseball in Inner Cities. Durante gli anni delle superiori, alla Junípero Serra High School di Gardena (California), si mette in mostra per le sue doti nel baseball, alternandosi tra i ruoli di prima base, esterno e lanciatore. Nel 2013 conduce la squadra della scuola alla conquista del campionato giovanile della California meridionale e, una settimana più tardi, viene scelto dai New York Mets al primo giro del Major League Baseball draft, come undicesima scelta assoluta.

## Minor League (MiLB)
Rinuncia al progetto iniziale di frequentare la University of Southern California e di giocare nel campionato NCAA, e inizia la trafila nelle leghe minori. Comincia tra i rookie della Gulf Coast League, con la maglia dei Gulf Coast Mets: qui in 48 partite fa registrare una media battuta di .287, con 3 fuoricampo e 22 punti battuti a casa. Finito il campionato, viene promosso in Appalachian League (livello rookie advanced): in sole 3 partite, disputate con i Kingsport Mets, si mette in mostra ottenendo 4 doppi. Al termine di un anno molto positivo, la rivista Baseball America lo inserisce al quarto posto tra i prospetti della Gulf Coast League.
Si rivela invece molto più deludente il 2014, trascorso in singolo A con i Savannah Sand Gnats. Negative in particolare le statistiche offensive: un solo fuoricampo e 44 punti battuti a casa, a fronte di 77 strikeout in 461 turni validi alla battuta.
Ciò nonostante, nel 2015 Smith viene promosso al livello A-Advanced con i St. Lucie Mets della Florida State League. Dopo un inizio molto difficile, migliora in modo esponenziale il suo rendimento e viene premiato dalla lega prima come miglior giocatore del mese di giugno, e poi come giocatore dell’anno. Conclude il campionato con .305 di media battuta e 6 fuoricampo, guidando le statistiche per punti battuti a casa (79) e doppi (33).
La stagione 2016, trascorsa in doppio A con i Binghamton Mets, conferma le sue ottime prestazioni: .302 di media battuta, 14 fuoricampo e 91 punti battuti a casa, Numeri che gli valgono la selezione per l’All-Star Futures Game e la promozione in triplo A per la stagione seguente.
Nel 2017 gioca fino all’inizio di agosto con i Las Vegas 51s (Pacific Coast League). Qui conferma le sue qualità difensive e migliora ulteriormente la media battuta (.330). Anche se i detrattori gli rimproverano un difetto di potenza, fa inoltre registrare il suo record personale di fuoricampo (16). A luglio viene premiato come giocatore del mese della lega, confermando le valutazioni degli osservatori che lo piazzano al secondo posto tra i prospetti dei Mets, dietro solo al compagno dei 51s Amed Rosario. L’11 agosto, due settimane dopo Rosario, Smith guadagna la prima convocazione in Major League. I Mets, ormai lontani dalla contesa per i playoff, lo chiamano a sostituire Lucas Duda e Jay Bruce, ceduti durante il mercato estivo. A fargli spazio nel roster è il lanciatore di rilievo Fernando Salas.

## Major League (MLB)
Debutta in Major League l’11 agosto 2017 al Citizens Bank Park di Filadelfia, nella vittoria per 7-6 dei New York Mets sui Philadelphia Phillies. Al quarto inning ottiene la sua prima valida in MLB, battendo un singolo sul lanciatore partente Nick Pivetta. Il primo fuoricampo arriva il 15 agosto allo Yankee Stadium, su Sonny Gray, nel derby perso per 5-4 contro i New York Yankees. Chiude la stagione d’esordio con .218 di media battuta, mostrando una buona propensione ai fuoricampo (9 in 167 turni di battuta) e ai punti battuti a casa (26), ma anche una certa tendenza agli strikeout (49).

## Palmarès
- (1) Futures Game Selection (2016)
- (2) All-Star della MiLB.com Organization (2015, 2016)
- (1) All-Prospect Team della Arizona Fall League (2015)
- (1) Rising Stars della Arizona Fall League (2015)
- (1) Giocatore del mese della Pacific Coast League (luglio 2017)
- (1) MVP della Florida State League (giugno 2015)
- (1) Post-season all-star della Florida State League (2015)
- (1) Giocatore del mese della Florida State League (giugno 2015)
- (1) Giocatore della settimana della Florida State League (1 giugno 2015)